# Мерінг (Швабія)
Мерінг (нім. Mering) — громада в Німеччині, знаходиться в землі Баварія. Підпорядковується адміністративному округу Швабія. Входить до складу району Айхах-Фрідберг. Центр об'єднання громад Мерінг.
Площа — 26,87 км2. Населення становить 14 915 ос. (станом на 31 грудня 2020).